# Camplong-d'Aude
Pour les articles homonymes, voir Camplong.
Camplong-d'Aude  est une commune française située dans le centre du département de l'Aude, au pied de la montagne d'Alaric, en région Occitanie.
Sur le plan historique et culturel, la commune fait partie du massif des Corbières, un chaos calcaire formant la transition entre le Massif central et les Pyrénées. Exposée à un climat méditerranéen, elle est drainée par l'Orbieu, le ruisseau des Mattes, le ruisseau de la Peyrouse et par divers autres petits cours d'eau. La commune possède un patrimoine naturel remarquable : deux sites Natura 2000 (les « Corbières occidentales » et la « vallée de l'Orbieu ») et quatre zones naturelles d'intérêt écologique, faunistique et floristique.
Camplong-d'Aude est une commune rurale qui compte 385 habitants en 2022, après avoir connu une forte hausse de la population depuis 1975. Elle fait partie de l'aire d'attraction de Narbonne. Ses habitants sont appelés les Camplonais ou  Camplonaises.

## Géographie

### Localisation
Camplong-d'Aude est située dans le département de l'Aude, dans le massif des Corbières, au pied sud de la montagne d'Alaric, à la confluence du ruisseau des Mattes et de l'Orbieu.

### Communes limitrophes
Les communes limitrophes sont  Fabrezan, Lagrasse, Moux et Ribaute.
| Douzens (par un quadripoint) | Moux            | Fontcouverte (par un quadripoint) |
| Lagrasse                     | Camplong-d'Aude | Fabrezan                          |
|                              | Ribaute         | Tournissan (par un quadripoint)   |

### Géologie et relief
Camplong-d'Aude se situe en zone de sismicité 2 (sismicité faible).

### Hydrographie
La commune est dans la région hydrographique « Côtiers méditerranéens », au sein du bassin hydrographique Rhône-Méditerranée-Corse. Elle est drainée par l'Orbieu, le ruisseau des Mattes, le ruisseau de la Peyrouse, le ruisseau de Cabagnol, le ruisseau de la Combe d'Alaric, le ruisseau de la Combe de Laffran, le ruisseau de la Coumasse, le ruisseau de la Font Intruse, le ruisseau de la Roumyère, le ruisseau des Couloubris et le ruisseau de Tourrent, qui constituent un réseau hydrographique de 19 km de longueur totale,.
L'Orbieu, d'une longueur totale de 84,1 km, prend sa source dans la commune de Fourtou et s'écoule du sud-ouest vers le nord-est. Il traverse la commune et se jette dans l'Aude à Saint-Nazaire-d'Aude, après avoir traversé 22 communes.
Le ruisseau des Mattes, d'une longueur totale de 15,8 km, prend sa source dans la commune de Val-de-Dagne et s'écoule d'ouest en est. Il traverse la commune et se jette dans l'Orbieu sur le territoire communal, après avoir traversé 4 communes.

### Climat
Pour des articles plus généraux, voir Climat de l'Occitanie et Climat de l'Aude.
En 2010, le climat de la commune est de type climat méditerranéen franc, selon une étude s'appuyant sur une série de données couvrant la période 1971-2000. En 2020, Météo-France publie une typologie des climats de la France métropolitaine dans laquelle la commune est exposée à un climat méditerranéen et est dans la région climatique Provence, Languedoc-Roussillon, caractérisée par une pluviométrie faible en été, un très bon ensoleillement (2 600 h/an), un été chaud (21,5 °C), un air très sec en été, sec en toutes saisons, des vents forts (fréquence de 40 à 50 % de vents > 5 m/s) et peu de brouillards.
Pour la période 1971-2000, la température annuelle moyenne est de 14,8 °C, avec une amplitude thermique annuelle de 16 °C. Le cumul annuel moyen de précipitations est de 637 mm, avec 7,1 jours de précipitations en janvier et 3,1 jours en juillet. Pour la période 1991-2020, la température moyenne annuelle observée sur la station météorologique la plus proche, située sur la commune de Lagrasse à 5 km à vol d'oiseau, est de 14,1 °C et le cumul annuel moyen de précipitations est de 713,1 mm,. Pour l'avenir, les paramètres climatiques de la commune estimés pour 2050 selon différents scénarios d'émission de gaz à effet de serre sont consultables sur un site dédié publié par Météo-France en novembre 2022.

### Milieux naturels et biodiversité

#### Réseau Natura 2000

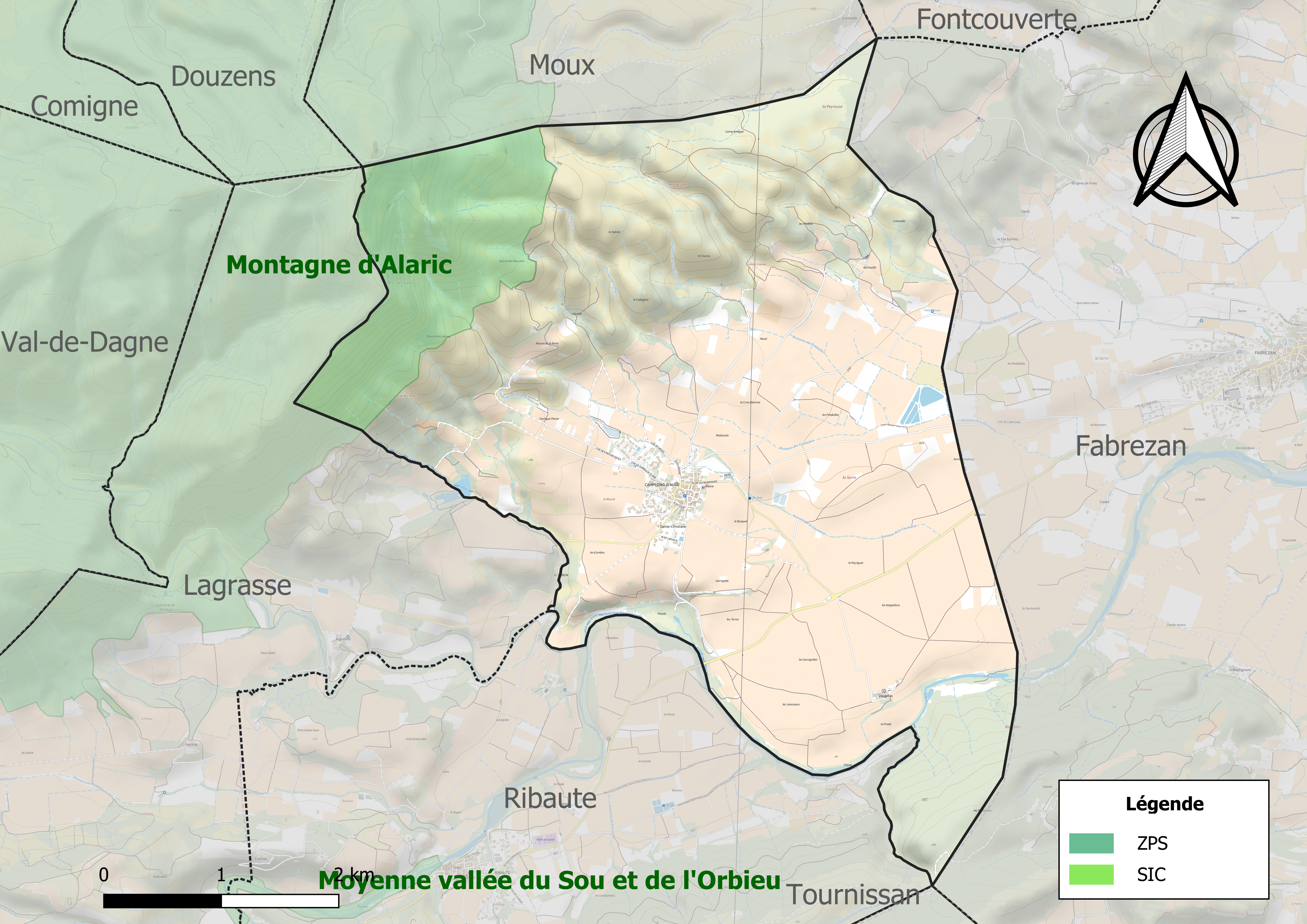
Site Natura 2000 sur le territoire communal.

Le réseau Natura 2000 est un réseau écologique européen de sites naturels d'intérêt écologique élaboré à partir des directives habitats et oiseaux, constitué de zones spéciales de conservation (ZSC) et de zones de protection spéciale (ZPS). Un site Natura 2000 a été défini sur la commune au titre de la directive habitats :
- la « vallée de l'Orbieu », d'une superficie de 17 765 ha, servant d'habitat, entre autres, pour le Barbeau méridional et du Desman des Pyrénées en limite nord de répartition[16]

et un au titre de la directive oiseaux : 
- les « corbières occidentales », d'une superficie de 22 912 ha, présentant des milieux propices à la nidification des espèces rupicoles : des couples d'Aigles royaux occupent partagent l'espace avec des espèces aussi significatives que le Faucon pèlerin, le Grand-duc d'Europe ou le Circaète Jean-le-Blanc[17].

#### Zones naturelles d'intérêt écologique, faunistique et floristique
L’inventaire des zones naturelles d'intérêt écologique, faunistique et floristique (ZNIEFF) a pour objectif de réaliser une couverture des zones les plus intéressantes sur le plan écologique, essentiellement dans la perspective d’améliorer la connaissance du patrimoine naturel national et de fournir aux différents décideurs un outil d’aide à la prise en compte de l’environnement dans l’aménagement du territoire. Une ZNIEFF de type 1 est recensée sur la commune : la « montagne d'Alaric » (2 953 ha), couvrant 8 communes du département et trois ZNIEFF de type 2, : 
- les « Corbières centrales » (68 810 ha), couvrant 56 communes dont 54 dans l'Aude et 2 dans les Pyrénées-Orientales[20] ;
- le « massif d'Alaric » (8 316 ha), couvrant 15 communes du département[21] ;
- la « vallée aval de l'Orbieu » (445 ha), couvrant 12 communes du département[22].

Carte des ZNIEFF de type 1 et 2 à Camplong-d'Aude.
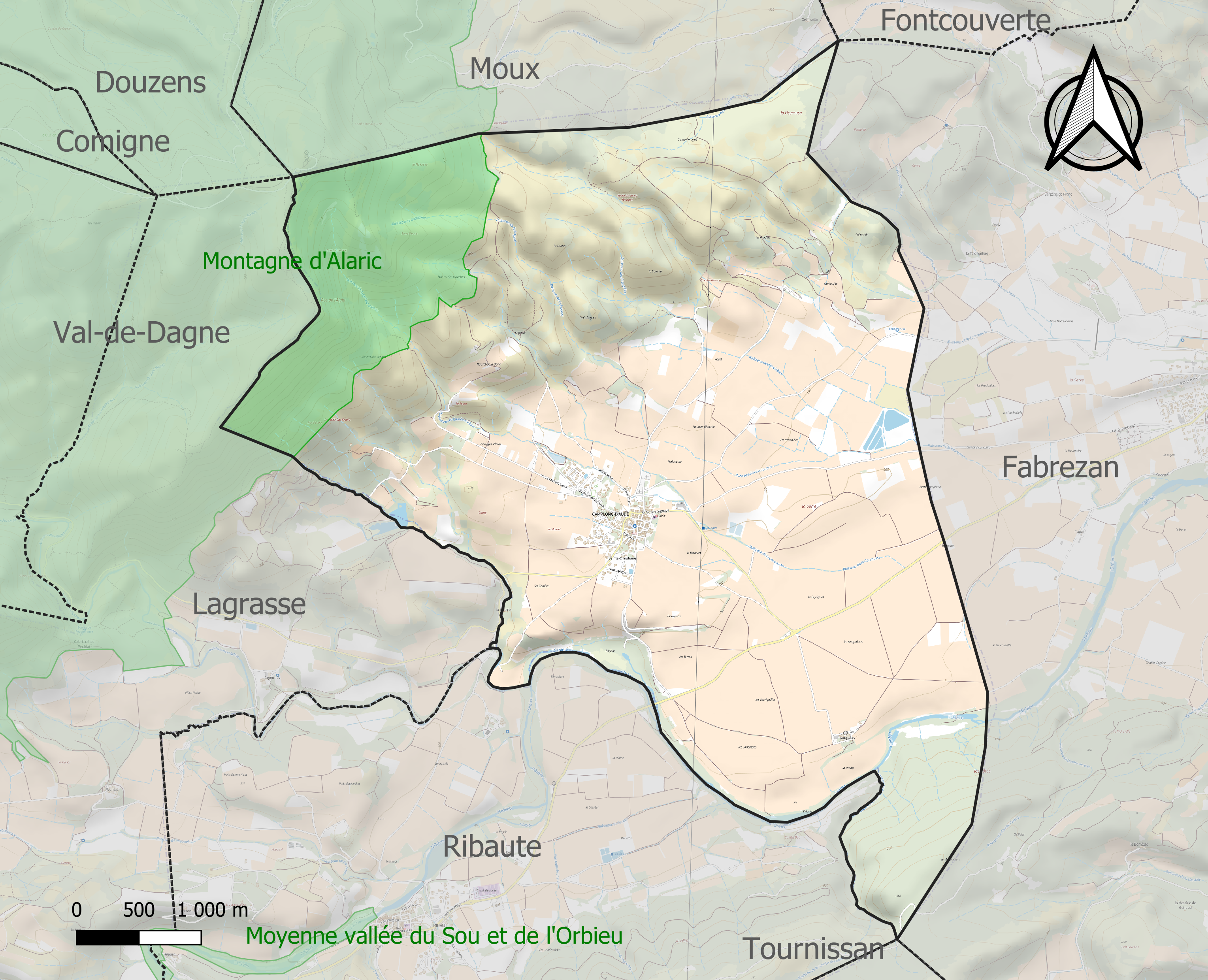
Carte de la ZNIEFF de type 1 sur la commune.
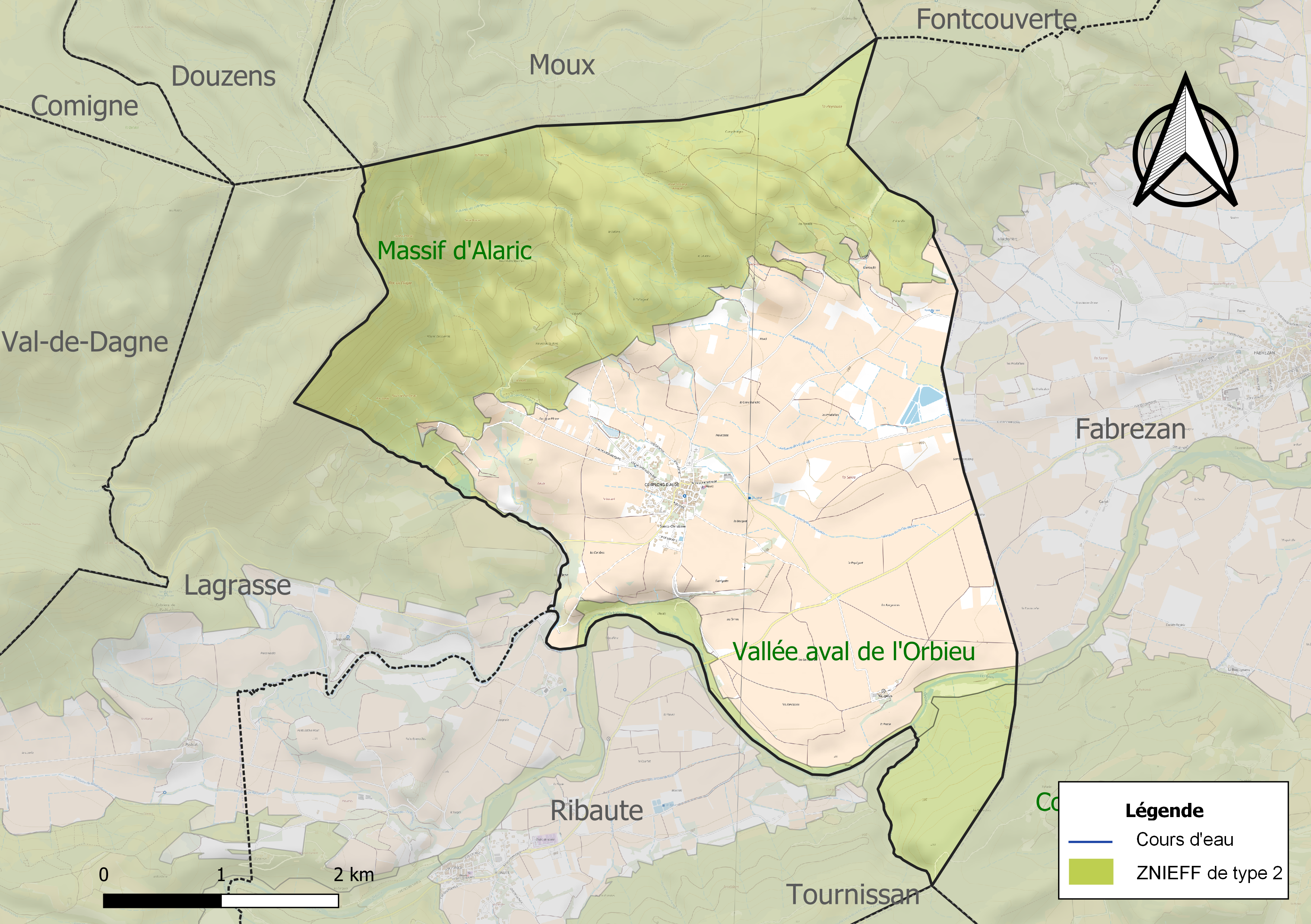
Carte des ZNIEFF de type 2 sur la commune.

## Urbanisme

### Typologie
Au 1er janvier 2024, Camplong-d'Aude est catégorisée commune rurale à habitat dispersé, selon la nouvelle grille communale de densité à 7 niveaux définie par l'Insee en 2022.
Elle est située hors unité urbaine. Par ailleurs la commune fait partie de l'aire d'attraction de Narbonne, dont elle est une commune de la couronne,. Cette aire, qui regroupe 71 communes, est catégorisée dans les aires de 50 000 à moins de 200 000 habitants,.

### Occupation des sols
L'occupation des sols de la commune, telle qu'elle ressort de la base de données européenne d’occupation biophysique des sols Corine Land Cover (CLC), est marquée par l'importance des territoires agricoles (54,1 % en 2018), en diminution par rapport à 1990 (56,5 %). La répartition détaillée en 2018 est la suivante : cultures permanentes (47,3 %), milieux à végétation arbustive et/ou herbacée (30,7 %), forêts (12,7 %), zones agricoles hétérogènes (6,8 %), zones urbanisées (2,4 %). L'évolution de l’occupation des sols de la commune et de ses infrastructures peut être observée sur les différentes représentations cartographiques du territoire : la carte de Cassini (XVIIIe siècle), la carte d'état-major (1820-1866) et les cartes ou photos aériennes de l'IGN pour la période actuelle (1950 à aujourd'hui).

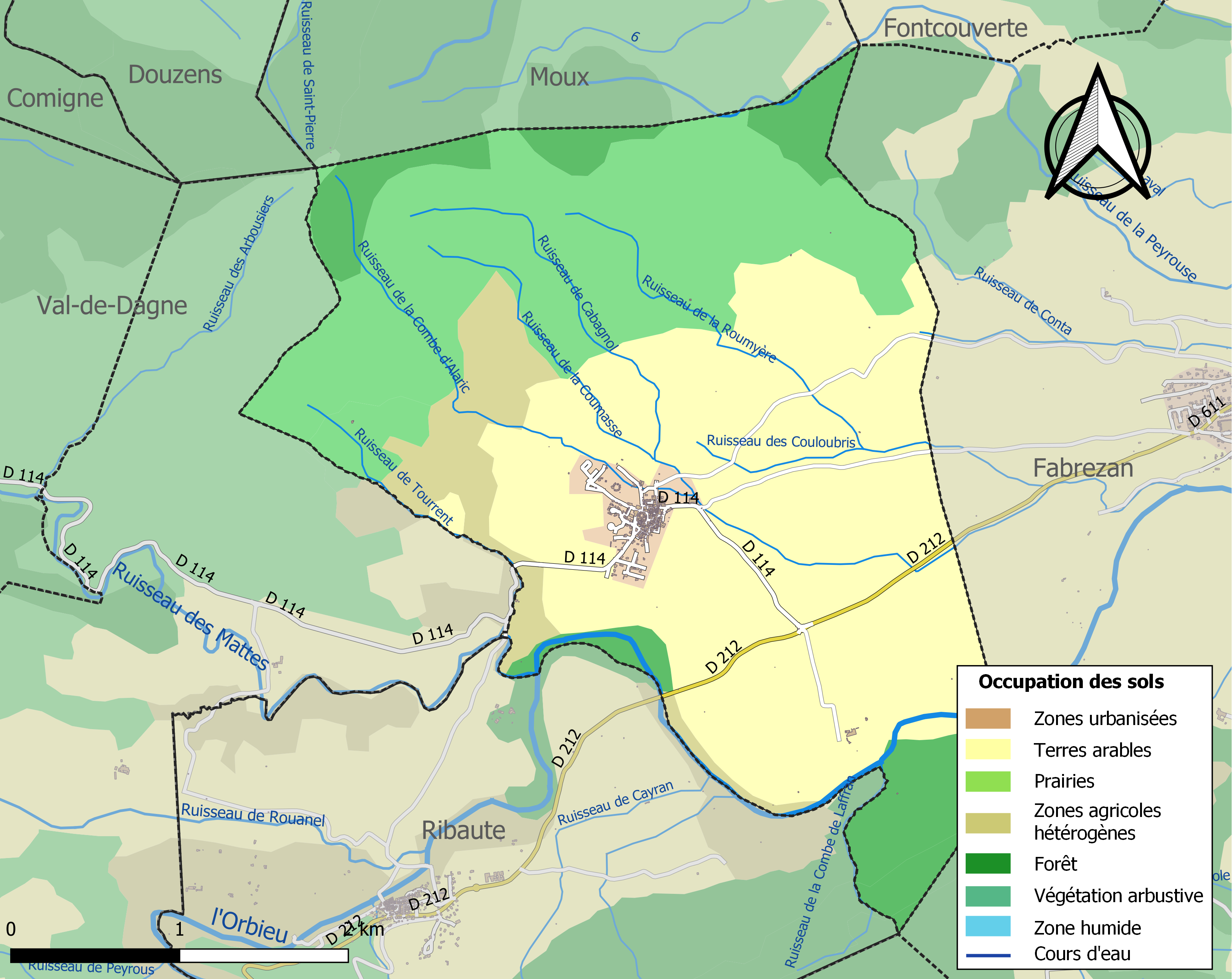
Carte des infrastructures et de l'occupation des sols de la commune en 2018 (CLC).

### Risques majeurs
Le territoire de la commune de Camplong-d'Aude est vulnérable à différents aléas naturels : météorologiques (tempête, orage, neige, grand froid, canicule ou sécheresse), inondations, feux de forêts et séisme (sismicité faible). Un site publié par le BRGM permet d'évaluer simplement et rapidement les risques d'un bien localisé soit par son adresse soit par le numéro de sa parcelle.
Certaines parties du territoire communal sont susceptibles d’être affectées par le risque d’inondation par débordement de cours d'eau, notamment le ruisseau des Mattes et l'Orbieu. La commune a été reconnue en état de catastrophe naturelle au titre des dommages causés par les inondations et coulées de boue survenues en 1982, 1987, 1992, 1996, 1999, 2005, 2009 et 2011,.

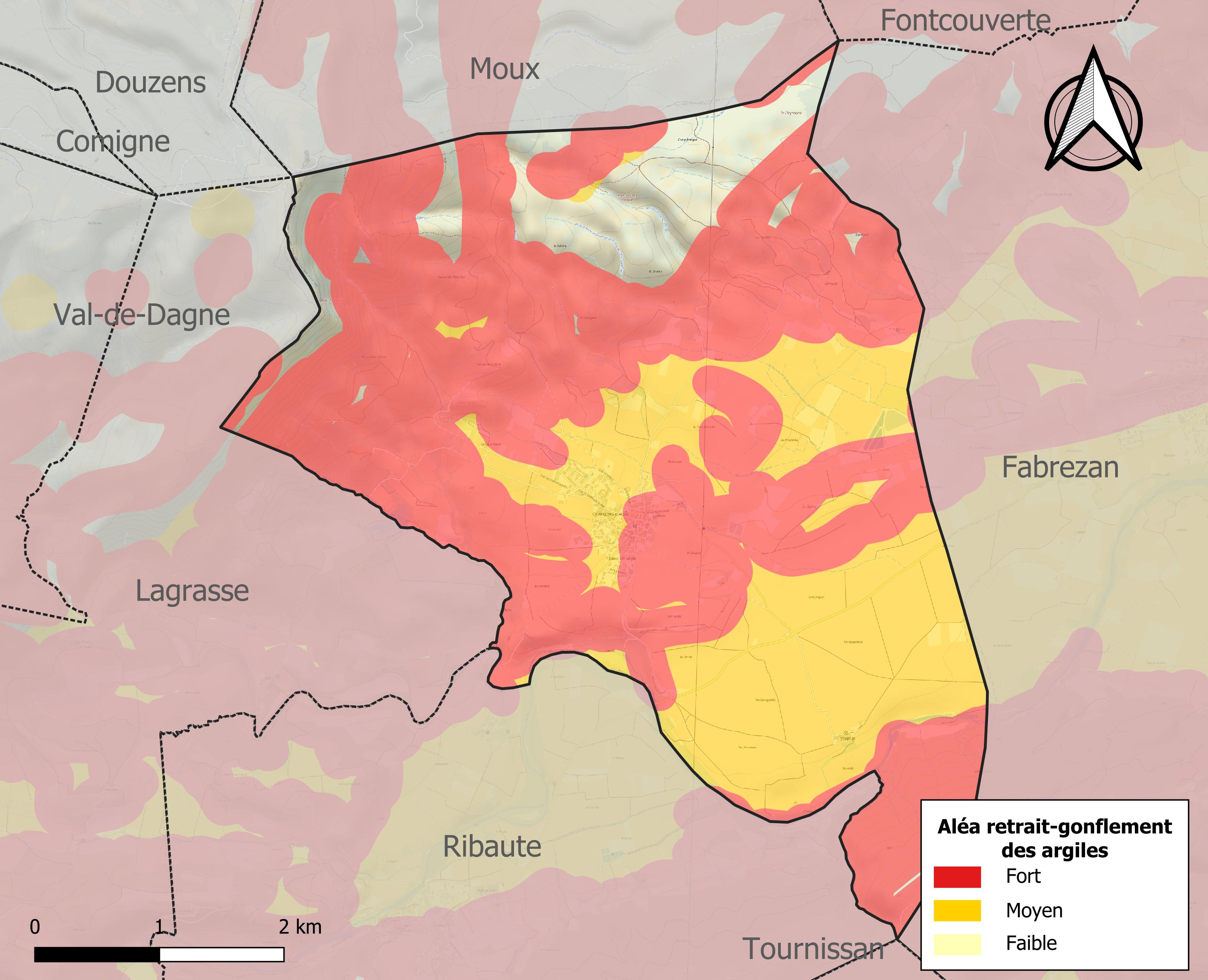
Carte des zones d'aléa retrait-gonflement des sols argileux de Camplong-d'Aude.

Le retrait-gonflement des sols argileux est susceptible d'engendrer des dommages importants aux bâtiments en cas d’alternance de périodes de sécheresse et de pluie. 89,3 % de la superficie communale est en aléa moyen ou fort (75,2 % au niveau départemental et 48,5 % au niveau national). Sur les 247 bâtiments dénombrés sur la commune en 2019, 247 sont en aléa moyen ou fort, soit 100 %, à comparer aux 94 % au niveau départemental et 54 % au niveau national. Une cartographie de l'exposition du territoire national au retrait gonflement des sols argileux est disponible sur le site du BRGM,.

## Histoire
Camplong-d'Aude à ses débuts n'était pas exactement à cet endroit précis, il se trouvait plus vers la montagne d'Alaric au lieu-dit Aousi ; le village détient son nom du latin Campus longus qui signifiait « champ long ».
- IVe siècle av. J.-C. : les Grecs implantent une campagne au pied de la montagne d'Alaric pour cultiver la vigne
- Ier siècle av. J.-C. apr. J.-C. : les Romains agrandissent la campagne et cultivent toute la vallée dans de longs champs (campus longus)
- Ve siècle apr. J.-C. : chute de l'Empire Romain, les Wisigoths prennent le village et s'y installent
- VIe siècle apr. J.-C. : construction de la première chapelle du village de type « wisigothique »
- VIIIe siècle apr. J.-C. : le village devient propriété de l'abbaye de Lagrasse
- XIIe siècle apr. J.-C. : le village est déplacé plus vers le sud de la montagne d'Alaric, vers la rivière Orbieu, il est fortifié et un château est construit
- XIIIe siècle : le village devient indépendant
- XIVe siècle apr. J.-C. : construction de l'église actuelle du village

## Politique et administration

### Découpage territorial
La commune de Camplong-d'Aude est membre de la communauté de communes de la Région Lézignanaise, Corbières et Minervois, un établissement public de coopération intercommunale (EPCI) à fiscalité propre créé le 20 décembre 2012 dont le siège est à Lézignan-Corbières. Ce dernier est par ailleurs membre d'autres groupements intercommunaux.
Sur le plan administratif, elle est rattachée à l'arrondissement de Narbonne, au département de l'Aude, en tant que circonscription administrative de l'État, et à la région Occitanie.
Sur le plan électoral, elle dépend du canton des Corbières pour l'élection des conseillers départementaux, depuis le redécoupage cantonal de 2014 entré en vigueur en 2015, et de la première circonscription de l'Aude  pour les élections législatives, depuis le redécoupage électoral de 1986.

### Liste des maires
| Période                                  | Période   | Identité     | Étiquette | Qualité |
| ---------------------------------------- | --------- | ------------ | --------- | ------- |
| Les données manquantes sont à compléter. |           |              |           |         |
| 1975                                     | mars 1983 | Paul Taudou  | PCF       |         |
| mars 1983                                | En cours  | Serge Lépine | PCF       |         |

## Démographie
L'évolution du nombre d'habitants est connue à travers les recensements de la population effectués dans la commune depuis 1793. Pour les communes de moins de 10 000 habitants, une enquête de recensement portant sur toute la population est réalisée tous les cinq ans, les populations de référence des années intermédiaires étant quant à elles estimées par interpolation ou extrapolation. Pour la commune, le premier recensement exhaustif entrant dans le cadre du nouveau dispositif a été réalisé en 2005.

En 2022, la commune comptait 385 habitants, en évolution de +7,54 % par rapport à 2016 (Aude : +2,65 %, France hors Mayotte : +2,11 %).
| 1793 | 1800 | 1806 | 1821 | 1831 | 1836 | 1841 | 1846 | 1851 |
| ---- | ---- | ---- | ---- | ---- | ---- | ---- | ---- | ---- |
| 204  | 232  | 265  | 276  | 265  | 251  | 277  | 306  | 319  |

| 1856 | 1861 | 1866 | 1872 | 1876 | 1881 | 1886 | 1891 | 1896 |
| ---- | ---- | ---- | ---- | ---- | ---- | ---- | ---- | ---- |
| 328  | 325  | 306  | 330  | 395  | 501  | 491  | 437  | 440  |

| 1901 | 1906 | 1911 | 1921 | 1926 | 1931 | 1936 | 1946 | 1954 |
| ---- | ---- | ---- | ---- | ---- | ---- | ---- | ---- | ---- |
| 460  | 434  | 450  | 412  | 401  | 407  | 409  | 292  | 291  |

| 1962 | 1968 | 1975 | 1982 | 1990 | 1999 | 2005 | 2006 | 2010 |
| ---- | ---- | ---- | ---- | ---- | ---- | ---- | ---- | ---- |
| 308  | 288  | 288  | 236  | 250  | 270  | 272  | 273  | 313  |

| 2015 | 2020 | 2022 | - | - | - | - | - | - |
| ---- | ---- | ---- | - | - | - | - | - | - |
| 353  | 373  | 385  | - | - | - | - | - | - |

## Économie

### Revenus
En 2018  (données Insee publiées en septembre 2021), la commune compte 158 ménages fiscaux, regroupant 350 personnes. La médiane du revenu disponible par unité de consommation est de 17 510 € (19 240 € dans le département).

### Emploi
| Division       | 2008   | 2013   | 2018   |
| -------------- | ------ | ------ | ------ |
| Commune        | 13,4 % | 14,4 % | 10,1 % |
| Département    | 10,2 % | 12,8 % | 12,6 % |
| France entière | 8,3 %  | 10 %   | 10 %   |

En 2018, la population âgée de 15 à 64 ans s'élève à 216 personnes, parmi lesquelles on compte 79,8 % d'actifs (69,7 % ayant un emploi et 10,1 % de chômeurs) et 20,2 % d'inactifs,. En  2018, le taux de chômage communal (au sens du recensement) des 15-64 ans est inférieur à celui du département, mais supérieur à celui de la France, alors qu'en 2008 il était supérieur à celui du département.
La commune fait partie de la couronne de l'aire d'attraction de Narbonne, du fait qu'au moins 15 % des actifs travaillent dans le pôle,. Elle compte 60 emplois en 2018, contre 77 en 2013 et 59 en 2008. Le nombre d'actifs ayant un emploi résidant dans la commune est de 150, soit un indicateur de concentration d'emploi de 40,1 % et un taux d'activité parmi les 15 ans ou plus de 55,4 %.
Sur ces 150 actifs de 15 ans ou plus ayant un emploi, 36 travaillent dans la commune, soit 24 % des habitants. Pour se rendre au travail, 84,2 % des habitants utilisent un véhicule personnel ou de fonction à quatre roues, 0,7 % les transports en commun, 13,1 % s'y rendent en deux-roues, à vélo ou à pied et 2 % n'ont pas besoin de transport (travail au domicile).

### Activités hors agriculture

#### Secteurs d'activités
21 établissements sont implantés  à Camplong-d'Aude au 31 décembre 2019. Le tableau ci-dessous en détaille le nombre par secteur d'activité et compare les ratios avec ceux du département,.Le secteur du commerce de gros et de détail, des transports, de l'hébergement et de la restauration est prépondérant sur la commune puisqu'il représente 33,3 % du nombre total d'établissements de la commune (7 sur les 21 entreprises implantées  à Camplong-d'Aude), contre 32,3 % au niveau départemental.

#### Entreprises
- Viticulture, Corbières (AOC), tourisme en Pays cathare.

### Agriculture
La commune fait partie de la petite région agricole dénommée « Région viticole ». En 2010, l'orientation technico-économique de l'agriculture  sur la commune est la viticulture (appellation et autre).
|                                   | 1988 | 2000 | 2010 |
| --------------------------------- | ---- | ---- | ---- |
| Exploitations                     | 41   | 35   | 30   |
| Superficie agricole utilisée (ha) | 501  | 630  | 715  |

Le nombre d'exploitations agricoles en activité et ayant leur siège dans la commune est passé de 41 lors du recensement agricole de 1988 à 35 en 2000 puis à 30 en 2010, soit une baisse de 27 % en 22 ans. Le même mouvement est observé à l'échelle du département qui a perdu pendant cette période 52 % de ses exploitations. La surface agricole utilisée sur la commune a quant à elle augmenté, passant de 501 ha en 1988 à 715 ha en 2010. Parallèlement la surface agricole utilisée moyenne par exploitation a augmenté, passant de 12 à 24 ha.

### Vin de Camplong d'Aude
Située dans l'AOC Corbières, les vins des vignes de Camplong d'Aude tirent leur force du soleil méditerranéen, et des roches calcaires des coteaux sud de la montagne d'Alaric. Les vins de Camplong d'Aude sont de grande qualité et gagnent souvent de grandes distinctions dans les salons comme le concours général agricole, concours Corbières et concours Mâcon.

## Culture locale et patrimoine

### Lieux et monuments
- Église Saint-Étienne de Camplong-d'Aude.
- Prieuré Saint-Michel de Nahuze : prieuré du XIe siècle situé sur la commune de Lagrasse.
- Château de Camplong d'Aude : château du XIIe siècle.
- Montagne d'Alaric.

## Photographies

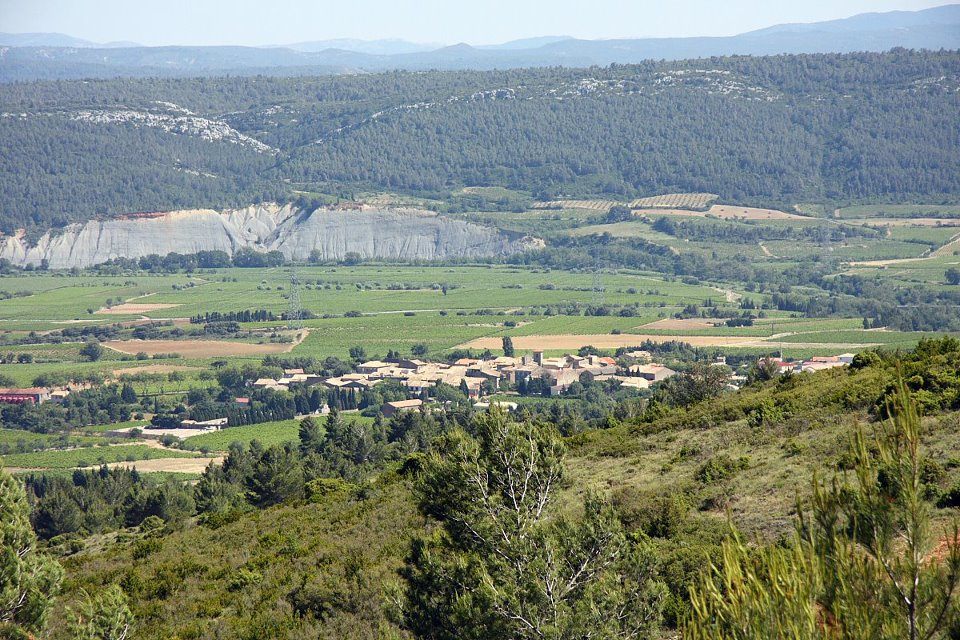

### Personnalités liées à la commune
- Paul Balmigère.
- Paul Henri Auguste Taudou.

### Héraldique
| Blason de Camplong-d'Aude | Blason  | Écartelé : aux 1er et 4e d'azur à deux poissons nommés daurades, d'argent, posés en fasce l'un de l'autre, au 2e et 3e de gueules à trois croissants d'or qui est d'Houstet.                                         |
| Blason de Camplong-d'Aude | Détails | Ce blason est de « Vital d'Haoustet, seigneur de Camplon » (comme il est écrit dans les Cahiers manuscrits du Cabinet des titres de d'Hozier, Archives nationales). Le statut officiel du blason reste à déterminer. |